# فرد گرگوری (بازیکن فوتبال)
فرد گرگوری (انگلیسی: Fred Gregory; ۲۱ اکتبر ۱۸۸۶ – ۲۴ مهٔ ۱۹۳۷) بازیکن فوتبال اهل بریتانیا بود.
از باشگاه‌هایی که در آن بازی کرده‌است می‌توان به باشگاه فوتبال واتفورد اشاره کرد.